# Ovar
Ovar là một huyện thuộc tỉnh Aveiro, Bồ Đào Nha. Huyện này có diện tích 147 km², dân số thời điểm năm 2001 là 55198 người.